# انتسن
انتسن (به آلمانی: Enzen) یک شهر در آلمان است که در بیتبورگ-پروم واقع شده‌است.